# Obaga de Renó
L'Obaga de Renó és una obaga del terme municipal de Castell de Mur, dins de l'antic terme de Guàrdia de Tremp, al Pallars Jussà, en territori del poble de Cellers. Està situada a prop i al sud-oest de Cellers, a la dreta del barranc de Moror.